# Outremont (metrostation)
Outremont is een metrostation in het stadsdeel Outremont van de Canadese stad Montréal. Het op 4 januari 1988 geopende station wordt bediend door de blauwe lijn van de metro van Montréal.